# Crosby, Stills, Nash & Young – Déjà Vu
Crosby, Stills, Nash & Young – Déjà Vu ist ein Film über die Musik von Neil Young und der Gruppe Crosby, Stills and Nash und deren Rezeption in den USA nach deren Aussagen zur Politik des Präsidenten George W. Bush. Der Film zeigt unter anderem die Ablehnung des Irakkriegs bei aktiven Soldaten und Veteranen. Neil Youngs Geschichte als Musiker ist mit dem Protestlied (zunächst der 1970er Jahre) verbunden. Der Film entstand überwiegend 2006 bei verschiedenen Konzerten der „Freedom of Speech“-Tour. Dabei zeigte sich das Publikum zum Teil zustimmend und zum Teil irritiert bis abgestoßen durch die Texte „ihrer Band“. Regisseur ist Bernard Shakey. Shakey soll ein Pseudonym für Neil Young sein. Das Buch stammt von Neil Young und dem Journalisten Mike Cerre. Gezeigt wurde der Film zunächst beim 2008 Sundance Film Festival für Independent-Filme in Park City, Utah und später bei der 58. Berlinale in Deutschland.
Die Abkürzung CSNY im Original-Filmtitel steht für die Namen der Musiker; déjà vu aus dem Französischen kann im Deutschen wie im Englischen als Begriff (Der Glaube/das Gefühl, etwas bereits früher erlebt zu haben = D. v.) verstanden werden oder wörtlich als Beschreibung: schon einmal erlebt.

## Rezensionen
- Neil Young und die alten Männer: Der Protestsong kommt zurück. In taz.de, 9. Februar 2008
- Harald Pauli: Die Amerikaner haben es satt. In: Focus, 10. Februar 2008

## Zitatnachweise
1. 1 2  2008 Sundance Film Festival Announces Films in the Premiers, Spectrum, New Frontier and Park City at Midnight Sections. (PDF; 89 kB) Archiviert vom Original am 9. Juli 2010; abgerufen am 18. Januar 2008.
2. ↑  So Frank Ehrlacher für moviemaster.de 8. Juni 2008